# Bengt Gylta (1514–1574)
Bengt Gylta, född 1514, död 25 december 1574 på Hedensö i Södermanland, lagman, riksråd, riksskattmästare, riddare till Påtorp av ätten Gylta. Son till Bengt Gylta och Brita Bengtsdotter (Lillie). Gift 1548 i Bettna, Åkerö, med Ingeborg Krumme (1530–1586).
Han blev 1550 lagman i Läckö läns lagsaga. Gustav Vasa använde honom för diplomatiska uppdrag under 1550-talet.  Vid Erik XIVs kröning år 1561 slogs han till riddare, och Erik XIV utnämnde honom senare till rådsherre och han övertog år 1561 ledningen för rikets finansförvaltning. År 1564 blev han ståthållare på slottet Tre Kronor i Stockholm. Senare åtalades han flera gånger inför Höga nämnden och dömdes även till döden fast benådades. 
Han arbetade som diplomat under Johan III och blev 1572 skattmästare. Han var ett av de två riksråd, som tillsammans med kung Johan III undertecknade fullmakt för fångvaktarna att avliva Erik XIV för att förhindra att han befriades ur fångenskapen.
Barn:
1. Anna (1550–1603)
2. Metta (1554–1642)
3. Brita  (1560–1646)
4. Kerstin  (1563–1606)
5. Ingegärd (1569–?)